# Rebecca Koerner
Rebecca Eva Koerner (født 22. september 2000 i Herlev) er en cykelrytter fra Danmark, der kører for Uno-X Mobility. Hun er flere gange blevet danmarksmester i udspring. I 2023 og 2024 blev hun danmarksmester i linjeløb.

## Udspring
I 2008 begyndte Rebecca Koerner at gå til udspring, og i august 2011 kom hun på Farum Familie Svøms konkurrencehold. Året efter blev hun en fast del af bruttotruppen til landsholdet i udspring. Fra 2015 var hun medlem af Lyngby Udsprings Klub af 2002. På grund af en skade i ryggen stoppede Koerner i 2019 som aktiv udspringer.

### Meritter
- Dansk Årgangs Tårnmester: 2012, 2013, 2016, 2017, 2018
- Dansk Tårnmester: 2016, 2017, 2018
- Dansk Junior Vippemester: 3 meter - 2013, 2016, 2017
- Dansk Junior Vippemester: 1 meter - 2017
- Dansk Vippemester: 3 meter - 2017
- Dansk Årgangs Vippemester: 3 meter - 2012, 2014, 2016, 2017
- Dansk Årgangs Vippemester: 1 meter - 2012, 2014, 2016, 2017, 2018

## Landevejscykling
Efter at Koerner stoppede med udspring i 2019, begyndte hun i efteråret samme år at dyrke landevejscykling hos ABC - Arbejdernes Bicykle Club. I 2020 kørte hun sit første løb som B-rytter, da hun deltog ved Randers Bike Week. Hurtigt derefter rykkede hun op i A-rækken. Ved DM i enkeltstart 2020 endte hun på 5. pladsen, godt to minutter efter vinderen Amalie Dideriksen. I oktober samme år blev Rebecca Koerner samlet vinder af den nyetablerede DCU Ladies Cup.
I august 2021 blev det offentliggjort at Rebecca Koerner fra starten af 2022 havde skrevet en to-årig kontrakt med det nyetablerede norske World Tour-hold Uno-X Pro Cycling Team.
VM i landevejscykling i september 2021 blev første gang Koerner deltog ved et verdensmesterskab i cykling. Her deltog hun i både enkeltstarten og linjeløbet.
Hun blev udtaget til OL i 2024 som erstatning for Solbjørk Minke Anderson, der var blevet påkørt på en træningstur.

### Meritter
2020
 Samlet vinder af DCU Ladies Cup
Vinder af 2. afdeling
5. plads: DM i enkeltstart
2021
1. plads: Bache Grand Prix
1. plads: FDM Jyllandsringen Grand Prix
Campione Pinse Cup
Vinder af 1. og 3. afdeling
 Samlet vinder af Randers Bike Week
Vinder af 1. etape
5. plads: DM i linjeløb
2022
2. plads: Hillerød CC Grand Prix
2023
 Danmarksmester i linjeløb
1. plads: 2. afdeling af Uno-X Ladies Cup
2. plads: 1. afdeling af Uno-X Ladies Cup
2024
 Danmarksmester i linjeløb
1. plads: 2. afdeling af Bording Cup Ladies
2025
 Danmarksmester i enkeltstart
5. plads: DM i linjeløb

## Privat
Hendes storesøster er Johanna Clausen Koerner, der kører for Team Friis ABC ACR.